# 維爾茨湖
53°12′39.5″N 12°50′0″E / 53.210972°N 12.83333°E

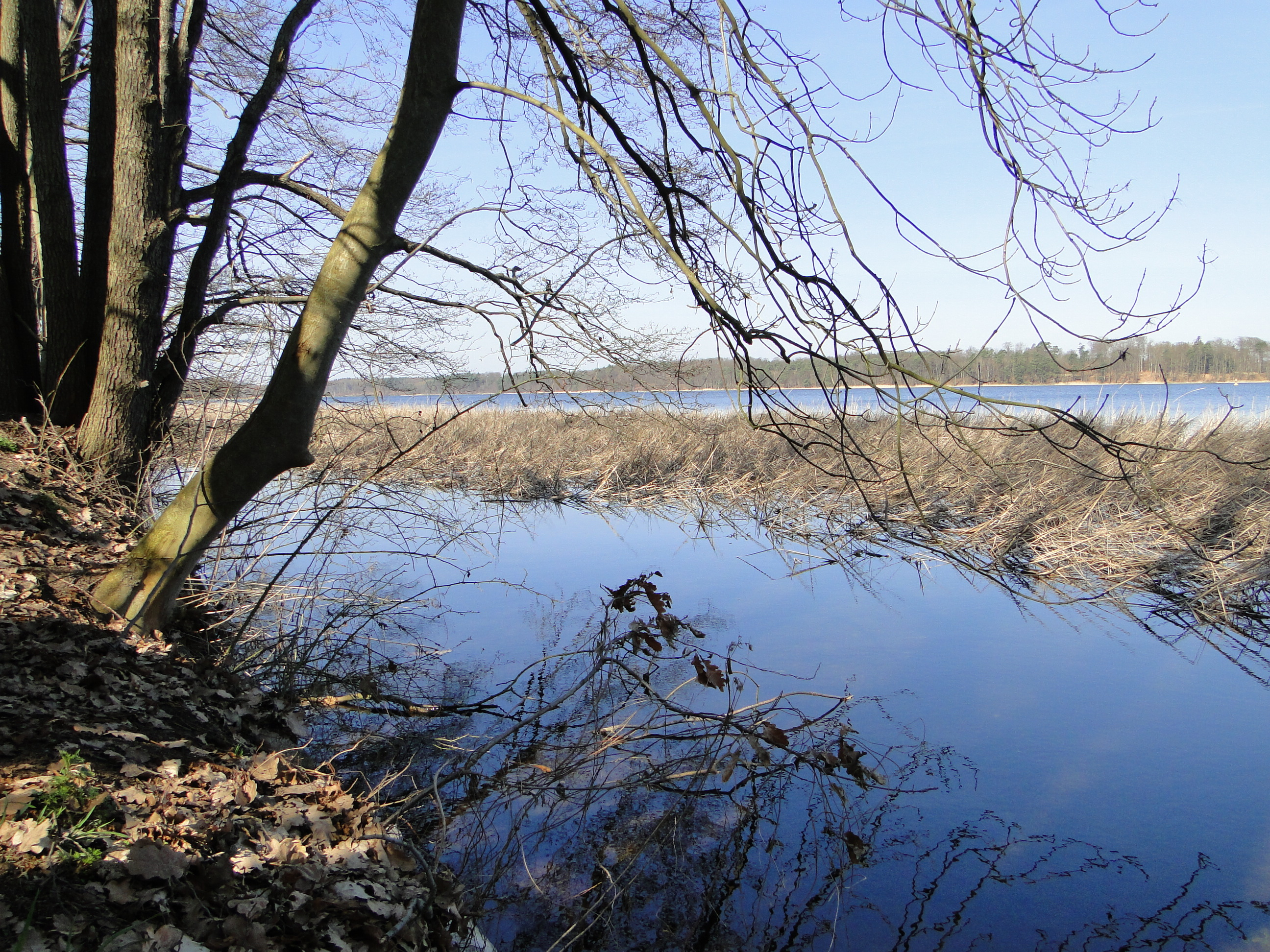

維爾茨湖（德語：Vilzsee），是德國的湖泊，位於該國東北部梅克倫堡-前波美拉尼亞州，由梅克倫堡湖區郡負責管轄，長3.6公里、寬1公里，面積2.2平方公里，海拔高度59米。